# Hockey Club Saint-Moritz
Le Hockey Club Saint-Moritz est un club de hockey sur glace du village de Saint-Moritz dans le canton des Grisons en Suisse.
Il évolue en 2e Ligue et est entrainé par Adrian Gantenbein qui a pris la succession de Gian-Marco Crameri.
Le club joue dans la Eisarena Ludains de Saint-Moritz qui a une capacité de 800 places. Les couleurs du club sont le jaune et le bleu.

## Histoire du club
Le HC Saint-Moritz a été fondé le 20 février 1918 et a vécu ses saisons les plus glorieuses dans les années 1920. Lors des saisons 1921-1922 et 1922-1923, il est sacré deux fois champions suisses et également vainqueur du championnat international suisse. L'année suivante, il est encore vice-champion. Le HC Saint-Moritz a remporté son troisième et dernier titre 1928. Après la Seconde Guerre mondiale, le HC Saint Moritz est encore sacré champion de LNB. Après de longues années en première 1re ligue, le club évolue désormais en 2e ligue (4e échelons du championnat suisse).

## Palmarès
- Championnat de Suisse
  - 1922, 1923, 1928
- Championnat international suisse
  - 1923
- LNB
  - 1954